# Bao-Cheng Enterprise Tower
Le Bao Cheng Enterprise Building (寶成企業大樓) est un gratte-ciel de 135 mètres de hauteur construit de 1988 à 1991 à Kaohsiung dans le sud de l'ile de Taïwan. 
L'immeuble abrite des bureaux sur 37 étages.